# باب‌اسفنجی شلوارمکعبی:انتقام رباتیک پلانکتون
باب‌اسفنجی شلوارمکعبی: انتقام رباتیک پلانکتون (انگلیسی: SpongeBob SquarePants: Plankton's Robotic Revenge) یک بازی ویدئویی پلت فرم و اکشن و ماجراجویی است که بر اساس مجموعه انیمیشن باب اسفنجی شلوار مکعبی نیکلودئون ساخته شده‌است. این توسط بیهیور اینتراکتیو و توسط اکتیویژن منتشر شده‌است که پس از ورشکستگی و انحلال شرکت در ۲۳ ژانویه ۲۰۱۳، مجوز را از ناشر قبلی بازی ویدیویی باب اسفنجی تی اچ کیو گرفت. این اولین بازی باب اسفنجی است که برای هر نفر ده به بالا دارای رتبه E10 + است (به جز نسخه نینتندو دی اس)، زیرا بیشتر بازی‌های باب اسفنجی برای همه E درجه‌بندی شده‌است. همچنین این تنها بازی باب اسفنجی است که برای پلی استیشن ۳ و وی یو منتشر شده‌است.

## طرح
یک کشتی باری به‌طور تصادفی باتری‌ها را به داخل اقیانوس می‌اندازد. پلانکتون آنها را پیدا کرده و از آنها برای تأمین نیروی ربات غول پیکر و ارتش ربات خود استفاده می‌کند و با فرمول مخفی همبرگر خرچنگی گاوصندوق را می‌گیرد. او همچنین نقشه را به سمت کلید و دو نسخه از آن می‌برد که گاوصندوق را باز می‌کند. باب اسفنجی و دوستانش باید جلوی او را بگیرند، ربات‌ها و اعضای خانواده اش را شکست دهند، باتری‌ها را بازیابی کنند و سه کلید را پیدا کنند قبل از اینکه این فرمول را برگرداند. آنها در مثلث داچمن با پلانکتون می‌جنگند، اما او عقب‌نشینی می‌کند. سپس تیم در مناطق دیگر با دو نفر از اعضای خانواده پلانکتون که دارای ربات‌های غول پیکر نیز هستند، مبارزه می‌کند. پس از گرفتن دو کلید و باتری اول، آنها دوباره به رستوران آقای خرچنگ برمی گردند و دوباره با پلانکتون می‌جنگند. بعد از اینکه او شکست خورد، آنها آخرین باتری را بازیابی می‌کنند و آخرین کلید را در زیر درب ماشین پیدا می‌کنند و از آن برای بازکردن گاوصندوق استفاده می‌کنند. در بطری یادداشتی وجود داشت که می‌گفت فرمول در تمام مدت در جیب آقای خرچنگ است. اختاپوس با عصبانیت شوک خود را از اینکه آنها هیچ کاری را پشت سر گذاشته‌اند ابراز می‌دارد. آن شب، وقتی باب اسفنجی و پاتریک در خانه پاتریک مشغول تماشای تلویزیون هستند، باب اسفنجی تعجب می‌کند که باتری‌ها کجا رفته‌است و از اینکه تلویزیون پاتریک به این خوبی کار می‌کند متعجب است. سپس مشخص شد که باتری‌ها از بیرون تلویزیون را تأمین می‌کردند.

## گیم پلی
بازیکنان می‌توانند اسلحه‌های مورد علاقه خود را خریداری و ارتقا دهند. نسخه‌های پلی استیشن ۳، ایکس باکس ۳۶۰ و وی از این بازی دارای تعامل چهار نفره هستند، در حالی که نسخه وی یو به شما امکان می‌دهد هنگام استفاده از دسته بازی وی یو با چهار کنترلر دیگر، یک بازیکن پنجم اضافی داشته باشید. نسخه‌های قابل حمل فقط بازی‌های تک نفره هستند. شخصیت‌های قابل بازی شامل باب اسفنجی، پاتریک، اختاپوس، سندی و آقای خرچنگ هستند.

## صداپیشگان
- تام کنی نقش باب اسفنجی و راوی فرانسوی
- بیل فاگرباککه در نقش پاتریک و کلم
- راجر بامپاس در نقش اختاپوس و کاپیتان
- کلنسی براون در نقش آقای خرچنگ
- آقای لارنس در نقش پلانکتون
- کارولین لارنس در نقش سندی
- جیل تالی در نقش کارن و رینچیلد

## بازخورد
| ناشر               | امتیاز      | امتیاز | امتیاز      |
| ناشر               | پلی‌استیشن ۳ | وی یو  | اکس‌باکس ۳۶۰ |
| ------------------ | ----------- | ------ | ----------- |
| آی‌جی‌ان             | ۳٫۵/۱۰      |        |             |
| نینتندو لایف       |             | ۴/۱۰   |             |
| اوپی‌ام (استرالیا)  | ۵/۱۰        |        |             |
| اوپی‌ام (بریتانیا)  | ۵/۱۰        |        |             |
| اواکس‌ام (بریتانیا) |             |        | ۲/۱۰        |
| GamingBolt         | ۷/۱۰        |        |             |
| GameOver.gr        |             |        | ۵/۱۰        |

آی جی ان بازی را با نمره ۳/۵ از ۱۰ ارزیابی کرد و گفت: «این بازی ساده، کوتاه و غیر جالب فقط روی عرشه می‌ریزد و مثل ماهی پرت می‌شود.» هر دو مجله رسمی پلی استیشن انگلیس و استرالیا با ۵ از ۱۰ مخلوط شدند. مجله رسمی ایکس باکس انگلیس گفت این بازی «گاهی اوقات دشوار بود، هرگز سرگرم‌کننده».